# Corsyrini
Corsyrini es una tribu de coleópteros adéfagos de la familia Carabidae. 

## Géneros
Tiene los siguientes géneros:
- Corsyra
- Discoptera[1]